# Forza di polizia di Hong Kong
La Forza di polizia di Hong Kong (香港警務處S, HKPF) è la forza di polizia civile responsabile  dell'ordine pubblico nella regione amministrativa speciale di Hong Kong. L'HKPF fu formata il 1° maggio 1844 dal governo britannico di Hong Kong con una forza di 32 ufficiali. Nel 1969, la regina Elisabetta II concesse il titolo "reale" alla forza, divenendo nota come Forza di polizia reale di Hong Kong (Royal Hong Kong Police Force) fino al 1997, dopo che la sovranità di Hong Kong fu trasferita alla Cina.
In virtù del principio "una Cina, due sistemi", le autorità della Cina continentale non interferiscono nelle questioni relative alle forze dell'ordine locali a Hong Kong. Pertanto, la polizia di Hong Kong è completamente indipendente dalla giurisdizione del Ministero della pubblica sicurezza della Repubblica Popolare Cinese.
Hong Kong si è costantemente classificata tra le prime dieci posizioni nel Global Competitiveness Report per l’affidabilità dei servizi di polizia.

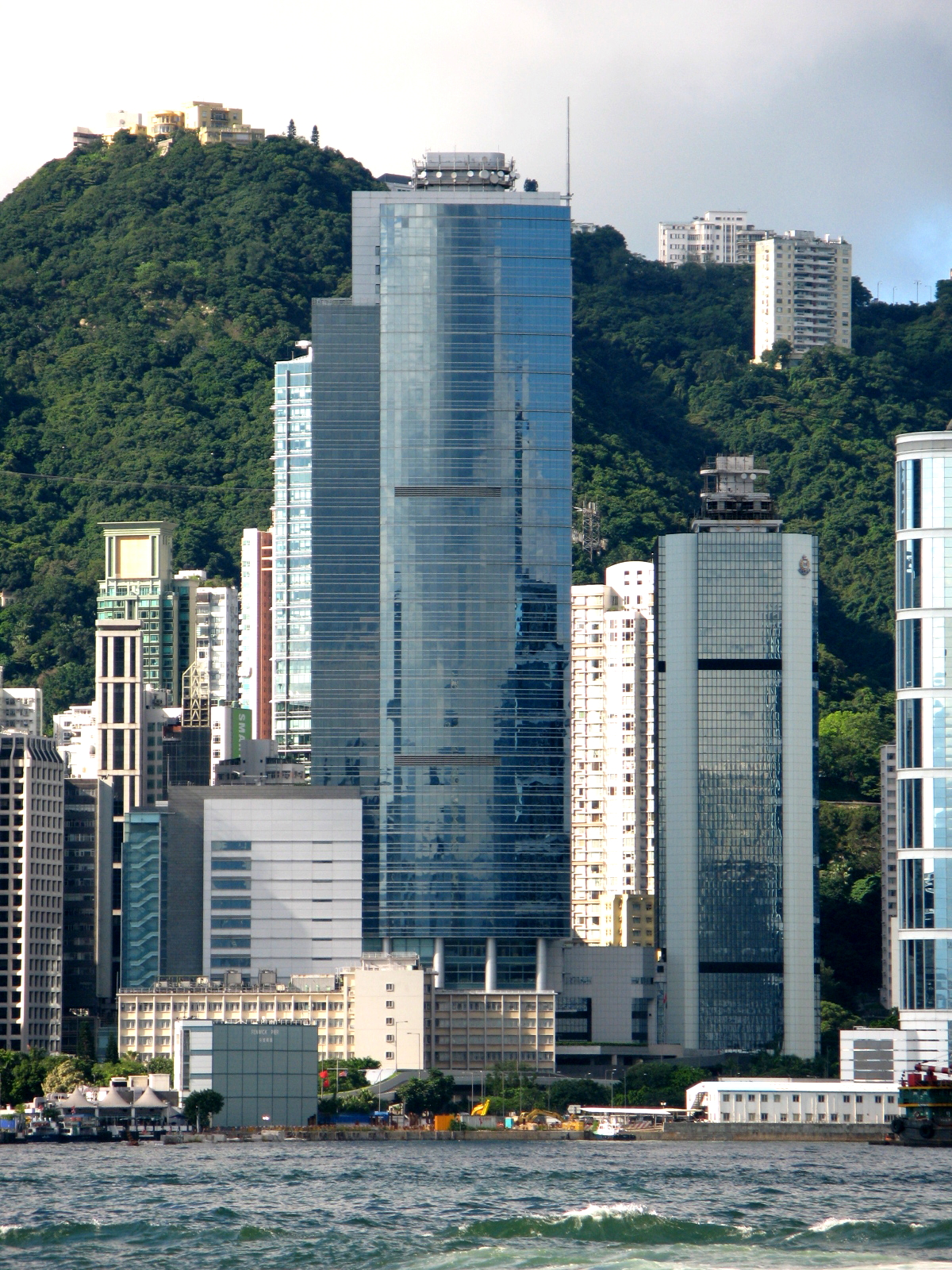
Complesso del quartier generale della polizia
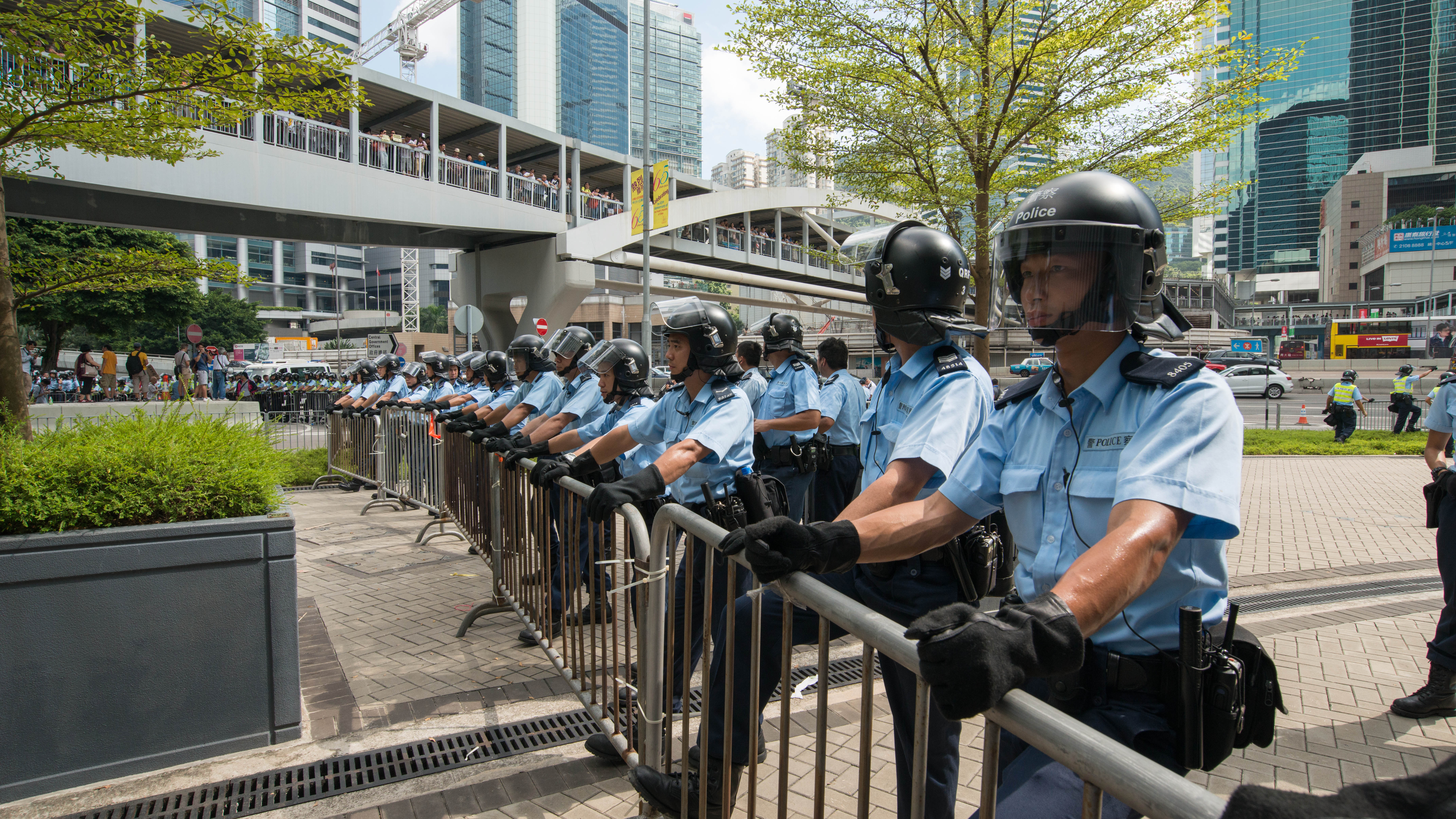
Agenti HKPF durante le manifestazioni nel 2014
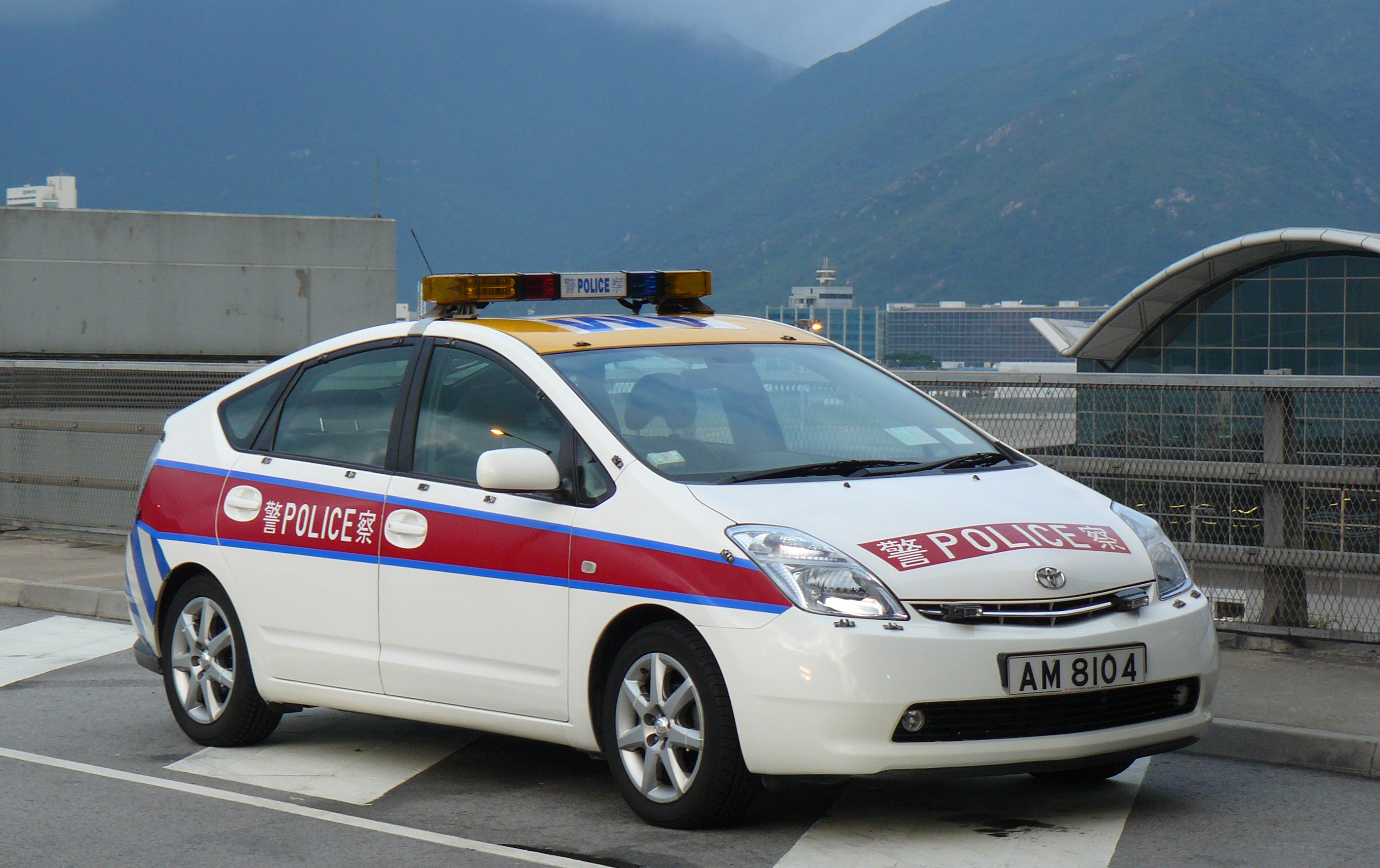
Vettura Toyota Prius dell'Unità aeroportuale
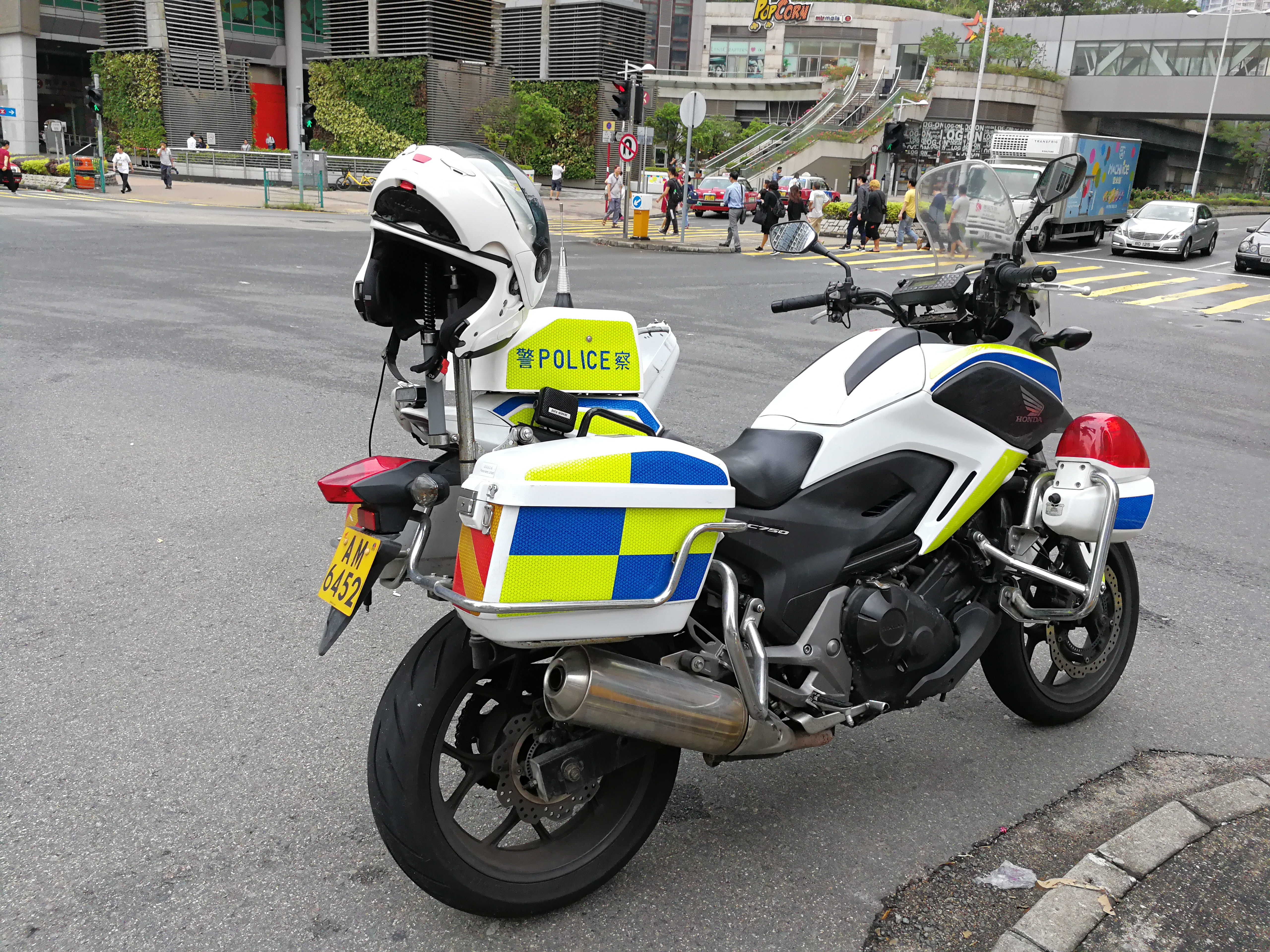
Moto di servizio con livrea stile polizia britannica